# Porenut

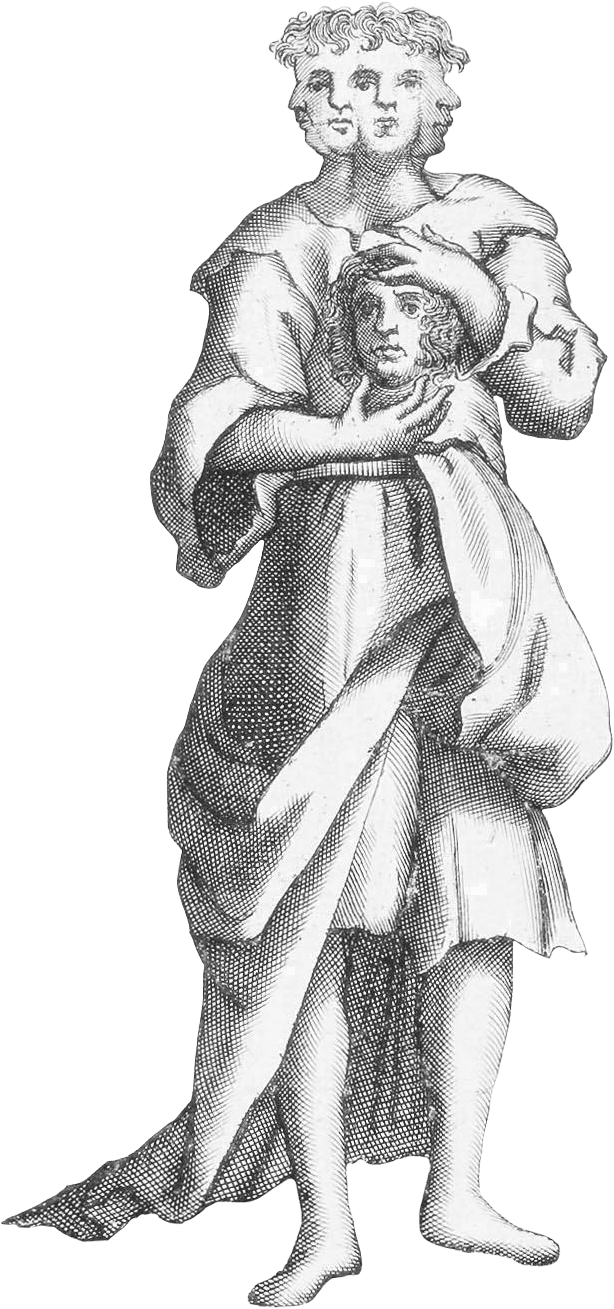
Porenut v Britannia Antiqua Illustrata

Porenut (Porenutius) je slovanské božstvo, které bylo podle Saxona Grammatika ctěno v rujánské Korenici společně s Rujevítem a Porevítem. Jeho idol měl údajně čtyři hlavy a k tomu pátou na prsou, jíž se dotýkal na čele levou a na bradě pravou rukou. Modla byla poražena křesťanskými kněžími.
Jeho jméno je zpravidla spojováno s Perunem, a vykládáno jako Perunic či Porunic, tedy „syn Perunův“ nebo jako zdrobnělina tohoto božstva. Tyto názory zastává například Aleksander Gieysztor nebo Michal Téra. Naopak Raffaele Pettazzoni a Andrzej Szyjewski vykládají rujánská božstva jako solární a plodnostní.